# Equazione di Born-Landé
L'equazione di Born-Landé rappresenta un modo di calcolare l'energia reticolare di un composto ionico cristallino. Fu elaborata nel 1918 da Max Born e Alfred Landé che proposero di tenere conto, oltre all'energia coulombiana derivata dalle interazioni elettrostatiche, del contributo delle interazioni repulsive a corto raggio tra gli ioni.

## Derivazione
Applicando la legge di Coulomb è possibile calcolare l'energia potenziale legata alle interazioni fra gli ioni che costituiscono il reticolo cristallino. Sommando algebricamente i singoli contributi delle interazioni con uno ione preso come riferimento, e tenendo conto che la carica totale di un anione e un catione è pari a ze, dove z è la singola carica ed e la carica elementare, per una mole di ioni si perviene a
{\displaystyle E=-{\frac {\alpha }{r}}\cdot {\frac {|z_{1}||z_{2}|N_{A}e^{2}}{4\pi \varepsilon _{0}}}}
dove α è la costante di Madelung, NA la costante di Avogadro, ε0 la permettività del vuoto, r la distanza tra gli ioni.
Born e Landé suggerirono di inserire il termine repulsivo {\displaystyle {\frac {B}{r^{n}}}}, dove B è una costante, r la distanza fra gli ioni, n il coefficiente di Born che assume valore compreso tra 5 e 12. Questo coefficiente può essere ricavato sperimentalmente da misure di comprimibilità oppure in modo teorico.
Quindi, l'espressione dell'energia reticolare (eq. di Born-Landè) diviene:
{\displaystyle E=-{\frac {\alpha }{r}}\cdot {\frac {|z_{1}||z_{2}|N_{A}e^{2}}{4\pi \varepsilon _{0}}}+{\frac {B}{r^{n}}}}
Ricavando il valore di B differenziando l'equazione precedente rispetto a dr, ovvero dall'espressione che fornisce il valore di r per il quale l’energia reticolare è minima, e sostituendo tale valore nell'equazione per il calcolo dell'energia reticolare, si ottiene infine l'equazione di Born-Landé nel punto di minimo della funzione
{\displaystyle E(r_{\text{minimo}})=-|z_{1}||z_{2}|{\frac {\alpha }{r_{\text{minimo}}}}\left(1-{\frac {1}{n}}\right)\cdot {\frac {N_{A}e^{2}}{4\pi \varepsilon _{0}}}}